# 15129 Sparks
15129 Sparks eller 2000 ET47 är en asteroid i huvudbältet som upptäcktes den 9 mars 2000 av LINEAR i Socorro County, New Mexico. Den är uppkallad efter Branson B. Sparks.
Asteroiden har en diameter på ungefär 2 kilometer.